# Devon Morris
Devon Morris (Jamaica, 22 de enero de 1961) fue un atleta jamaicano, especializado en la prueba de 4x400 m en la que llegó a ser medallista de bronce mundial en 1991.

## Carrera deportiva
En los JJ. OO. de Seúl 1988 ganó la medalla de plata en los relevos 4x400 m, tras Estados Unidos y por delante de Alemania Occidental.
Tres años después, en el Mundial de Tokio 1991 volvió a ganar la medalla de bronce en los 4x400 metros, con un tiempo de 3:00.10 segundos, llegando tras Reino Unido y Estados Unidos, siendo sus compañeros de equipo: Patrick O'Connor, Winthrop Graham y Seymour Fagan.